# Stonewall Inn
Stonewall Inn is een homocafé aan de Christopher Street in de wijk Greenwich Village in New York. In en rond het gebouw vonden in juni 1969 de Stonewall-rellen plaats, die het begin markeerden van een activistische vorm van homo-emancipatie, zowel in de Verenigde Staten als daarbuiten.

## Van stalling tot homobar
De twee naast elkaar gelegen panden aan de Christopher Street 51-53 werden in 1843 en 1846 gebouwd als paardenstallingen. Na talloze verbouwingen werden de beide panden in 1930 ten behoeve van een bakkerij samengevoegd achter een gezamenlijke voorgevel. In 1934 kwam hier een bar en restaurant genaamd "Bonnie’s Stonewall Inn", waarvan het interieur in 1964 door brand werd verwoest.
In 1967 heropende een lid van de plaatselijke Genueese maffia, Tony Lauria alias Fat Tony, de zaak onder de naam "Stonewall Inn" en richtte zich op een homoseksueel publiek, zoals veel door de maffia gerunde bars in Greenwich Village. Om te zorgen dat de politie een oogje toekneep, kocht Tony Lauria het zesde New Yorkse politiedistrict om met zo'n 1200,- dollar per maand.
Om geen alcoholvergunning te hoeven aanvragen was de Stonewall Inn een besloten club. Desondanks bleven wel de regels van de New York State Liquor Authority (SLA) gelden, die het niet toestonden dat alcohol werd geschonken in "wanordelijke" lokaliteiten, waarbij de loutere aanwezigheid van homo's een zaak de facto wanordelijk maakte.
Veel homobars kregen daarom invallen van de politie te verduren, waarbij de kas en de drank in beslag werd genomen en personeel en bezoekers gearresteerd konden worden wanneer ze geen identiteitsbewijs bij zich hadden of in travestie waren. Het omkopen van de politie kon er dan wel voor zorgen dat de uitbaters van tevoren getipt werden als een inval aanstaande was, zodat ze bezoekers door het licht aan te doen konden waarschuwen geen openlijke onderlinge affectie te tonen.

## Karakter

Plattegrond van de oorspronkelijke Stonewall Inn

Omdat Stonewall Inn een besloten club was, moesten bezoekers eerst langs een portier en een entreegeld betalen van 1 dollar op weekdagen en 3 dollar in het weekend. Ook moest men zich inschrijven in het clubregister, maar dat gebeurde doorgaans onder een verzonnen naam of simpelweg "Donald Duck" of "Judy Garland".
De homoseksuele bezoekers waren doorgaans blanke jonge mannen, maar het café werd ook bezocht door zwarte en latijns-amerikaanse mannen en bezoekers ouder dan 30. Er kwamen weinig lesbische vrouwen en evenmin veel transgenders. Mannen in drag, oftewel travestieten, werden door de portiers slechts mondjesmaat binnengelaten.
Destijds omvatte de Stonewall Inn beide panden, met in elk deel een bar en een dansvloer met een jukebox. Hiermee was de Stonewall Inn een van de zeer weinige homozaken waar ook gedanst kon worden. Het interieur was zwart geverfd om goedkoop de brandschade uit 1964 te maskeren en de vensters waren geblindeerd. Van dit interieur is niets meer bewaard gebleven.
Tegen de gemeentelijke regels in was er geen nooduitgang en ook geen stromend water zodat de glazen in een emmer water gespoeld moesten worden. De drank werd met water aangelengd en toch tegen hoge prijzen verkocht. Het meest lucratief voor de maffia was waarschijnlijk het chanteren van welgestelde homomannen.

## Nieuwe bestemmingen
Enkele maanden na de Stonewall-rellen van juni 1969 sloot de bar zijn deuren. De manager, Larry Boxx, vertrok naar Miami Beach, waar hij in 1972 een nieuwe Stonewall-bar begon die echter twee jaar later al weer afbrandde.
De beide panden aan de Christopher Street in New York werden sindsdien los van elkaar verhuurd aan uiteenlopende ondernemingen, waaronder een broodjeszaak, een Chinees restaurant en een schoenenwinkel. Veel bezoekers en nieuwe bewoners in de buurt waren niet op de hoogte van de geschiedenis van het gebouw of de verbinding met de rellen.
In het hogere pand aan de Christopher Street 51 kwam in 1987 weer een bar met de naam "Stonewall", maar deze sloot al in 1989 waarna het grote verticale uithangbord met de naam "Stonewall" verwijderd werd. In 2017 bevond zich hier een schoonheidssalon.
Het wat lagere pand op nummer 53 werd in 1989 verbouwd tot een bar genaamd "New Jimmy's at Stonewall Place" die een jaar later werd overgenomen door de heteroseksuele aannemer Dominic DeSimone die de naam wijzigde naar "Stonewall". Op de hoek van de Christopher Street en de 7th Avenue opende hij bovendien een "Stonewall Bistro" en om de oorspronkelijke bar rendabel te krijgen verbouwde hij de bovenverdieping daarvan tot de "Stonewall Nightclub".
Mede als gevolg van klachten over geluidsoverlast moest de bar in 2006 zijn deuren sluiten. Met behulp van enkele investeerders werd de zaak toen overgenomen door de lesbische activiste Stacy Lentz en horeca-ondernemer Kurt Kelly, die het als lhbt-erfgoed wilden behouden. Na een renovatie werd het café in maart 2007 onder de oude naam "Stonewall Inn" weer heropend.

## Herdenking en erkenning
Elk jaar tijdens de Gay Pride Parade van New York verzamelen groepen mensen zich buiten de Stonewall Inn om de geschiedenis van deze plek te herdenken. In juni 1999 werd de Stonewall Inn op de lijst van het National Register of Historic Places geplaatst vanwege zijn historisch belang voor de homo-emancipatie.
In 2015 werd het ook een New York City landmark en op 24 juni 2016 riep president Barack Obama het gebied rondom de bar uit tot "Stonewall National Monument" met als het eigenlijke monument het er tegenover gelegen Christopher Park.
Vanwege de historische bekendheid wordt de naam Stonewall ook gedragen door een reeks andere homo-uitgaansgelegenheden in en buiten de Verenigde Staten, zoals bijvoorbeeld het in 1989 geopende lhbt-café Stonewall in de Nederlandse stad Enschede.